# Брезница (Жировница)
Брезница (словен. Breznica) је насељено место и седиште општини Жировница, Горењска регија, Словенија.

## Историја
До територијалне реорганизације у Словенији била је у саставу старе општине Јесенице.

## Становништво
У попису становништва из 2011. године, Брезница је имала 470 становника.
| Број становника према пописима | Број становника према пописима | Број становника према пописима |
| ------------------------------ | ------------------------------ | ------------------------------ |
| 1991                           | 2002                           | 2011                           |
| 425                            | 459                            | 470                            |

Напомена: Године 2016. извршена је мања размена територија између насеља Брезница и Забрезница.

## Галерија
- панорама
- Брезница, изнад планина Краванке
- пејзаж